# Iconometra speciosa
Iconometra speciosa is een haarster uit de familie Colobometridae.
De wetenschappelijke naam van de soort werd in 1929 gepubliceerd door Austin Hobart Clark.